# Wheel Abrasion Experiment

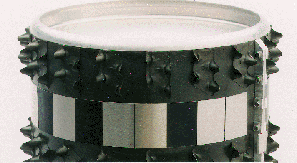
Spezialrad des Rovers „Sojourner“ für das Wheel Abrasion Experiment zur Erkundung der Marsoberfläche (Juli 1997)

Das Wheel Abrasion Experiment (deutsch Radabnutzungsexperiment) war eines von insgesamt vier Experimenten, welche die NASA in Kooperation mit europäischen Institutionen, namentlich auch in Deutschland, für den ferngesteuerten Rover Sojourner entwickelt hatte. Im Rahmen der Mars-Pathfinder-Mission des Jahres 1997 war das Fahrzeug für eine Arbeitsdauer von einer Woche ausgelegt und konnte sich auf seinen sechs unabhängig voneinander angetriebenen Rädern ca. zehn Meter von der Sonde Pathfinder entfernen. Dabei diente das Wheel Abrasion Experiment speziell der Gewinnung von Daten zur Oberfläche des Mars.

## Ziel und Funktionsprinzip des Experiments
Das eng begrenzte Ziel des Radabnutzungsexperiment war es, Aufschluss über die Härte der Marsoberfläche zu erhalten.
Unmittelbare Oberflächenanalysen wären aber nur durch einen vergleichsweise hohen technischen Aufwand realisierbar gewesen; dies hätte allerdings eine größere Nutzlast zur Voraussetzung gehabt, welche jedoch in der Raumfahrt unter anderem immer auch sehr hohe Kosten verursacht.
Die Überlegung, dass die Härte der Oberfläche in einem direkten Verhältnis zu einer möglichen Abnutzung steht, ermöglichte aber die Anwendung eines indirekten Verfahrens: So war es nicht erforderlich, das unbekannte Objekt Marsoberfläche selber zu untersuchen; vielmehr war es ausreichend, lediglich den verursachten Abrieb als eine Folgeerscheinung rein quantitativ zu analysieren. Man konnte sich also auf Licht als relativ einfache Messgröße beschränken, wenn man ein entsprechend präpariertes Objekt wie das speziell beschichtete Rad mitführte, welches die Oberflächenhärte in eine Lichtmenge übersetzen konnte. Lichtmessungen sind technisch mit vergleichsweise geringem Aufwand möglich.
Zum Erfassen der Härte der Marsoberfläche genügte es also, Abnutzungserscheinungen an einem der sechs Räder (mit je 13 cm Durchmesser und 8 cm Breite) am 10,6 kg schweren Rover zu messen. Dies geschah auf optischem Wege mit einer Fotozelle: Sie konnte das stetig sinkende Reflexionsvermögen von Sonnenlicht an drei sehr dünn am WAE-Rad aufgetragenen Metallschichten erfassen, verursacht durch einen jeweils gezielt gesteuerten Abrieb.

## Durchführung des eigentlichen Experiments
Das spezielle WAE-Rad hatte einen schwarz eloxierten Untergrund, auf dem eine jeweils 20–100 nm dicke Aluminium-, Nickel- sowie eine Platinschicht aufgedampft war. Ohne Abnutzung konnten diese dünnen Schichten viel Sonnenlicht reflektieren, mit zunehmender Abnutzung jedoch kam der schwarze Untergrund zum Vorschein, was die Menge des reflektierten Sonnenlichtes entsprechend reduzierte.
Die durchgeführten Lichtmessungen erfolgten dabei jedoch nicht im Anschluss an beliebig umhergefahrene Strecken von Sojourner; vielmehr wurden ganz gezielt zum Zwecke der Messung fünf seiner Räder genau zwei Mal je Marstag blockiert und dabei gleichzeitig das WAE-Rad angetrieben, damit sich dieses auch etwas in die Schuttdecke eingraben konnte. Das Durchdrehen dieses Spezialrades führte zu einem unterschiedlich starken Abtrag seiner reflektierenden Metallschichten, so dass zunehmend der schwarze Untergrund der Räder zutage trat. Die von der Fotozelle gemessenen Helligkeitswerte wurden von Sojourner an die wenige Meter entfernte Sonde Pathfinder gesendet, mit welcher eine direkte Funkverbindung zur Erde bestand. Anhand der unterschiedlichen Härtegrade der Metalle waren dann auf der Erde Rückschlüsse auf Festigkeit und Materialeigenschaften des Marsbodens möglich.

## Vorbereitende Maßnahmen
Schon im Vorfeld der Mission hatten Machbarkeitsstudien nicht nur Anhaltspunkte wegen des zu erwartenden Materialabtrags erbracht: Darüber hinaus war auch die Beobachtung gemacht worden, dass es bereits beim Herumfahren auf trockenem Untergrund zum Anhaften von Staub kam. Für diesen Sachverhalt war als Hauptursache eine elektrostatische Aufladung auszumachen, die sogar 100 Volt überschreiten konnte und damit einen für den Rover bereits bedrohlichen Wert erreichte. Um die Wahrscheinlichkeit unerwünschter Entladungen durch die Marsatmosphäre zu senken, sind daher nach zusätzlichen Tests Entladepunkte angebracht worden. 
Auch auf dem Mars selbst war vor dem eigentlichen Abnutzungexperiment eine Kalibrierung erforderlich, damit die erhaltenen Ergebnisse nicht von vornherein bereits verfälscht sein würden: Dazu fuhr Sojourner über Sand, Staub und Lehm in seiner Umgebung, um erst einmal zu ermitteln, in welchem Umfang allein durch bloßes Anhaften solcher Partikel bereits eine verminderte Reflexion stattfand – die folglich auch nicht einer Form von Abnutzung zuzuschreiben war.